# Шапранце
Шапранце или Шапранце (на сръбски: Шапранце или Šaprance) е село в община Търговище, Пчински окръг, Сърбия.

## История
В края на XIX век Шапранце е село в Прешевска кааза на Османската империя. Църквата „Свети Николай“ е от 1873 година. Според статистиката на Васил Кънчов („Македония. Етнография и статистика“) от 1900 година Шапранци е населявано от 260 жители българи християни. Според патриаршеския митрополит Фирмилиан в 1902 година в Шопранце има 80 сръбски патриаршистки къщи. По данни на секретаря на Българската екзархия Димитър Мишев („La Macédoine et sa Population Chrétienne“) в 1905 година в Шапранци (Chaprantzi) има 640 българи патриаршисти гъркомани.
В 2002 година в селото има 82 сърби и 1 македонец.

## Население
- 1948- 353
- 1953- 344
- 1961- 321
- 1971- 233
- 1981- 149
- 1991- 105
- 2002- 83

## Забележителности
В селото има църква от 1873 г., построена на основите на стара манастирска църква в местността Манастирска долина.

## Личности
Родени в Шапранце
- Стоян Коруба (1872 – 1937), сръбски революционер